# AI Velorum
AI Velorum (AI Vel / HD 69213 / HIP 40330) es una estrella variable en la constelación de Vela, la vela del Argo Navis, situada 2,8º al nornoreste de g Velorum. De magnitud aparente media +6,56, se encuentra a 328 años luz de distancia de la Tierra.
AI Velorum es una subgigante o estrella de la secuencia principal blanca de tipo espectral A9IV/V. Con una temperatura de 7960 K, es 22 veces más luminosa que el Sol, siendo su radio 2,5 veces mayor que el radio solar. Descubierta en 1931 por Ejnar Hertzsprung, inicialmente fue catalogada como variable RR Lyrae, pero pronto se observaron peculiaridades decididamente insólitas que la apartaban de este grupo de variables. M. S. Bessell en 1969 introdujo la denominación de estrellas variables AI Velorum para aquellas variables Delta Scuti cuya amplitud de variación era superior a 0,3 magnitudes. Actualmente es el prototipo de esta clase de variables.
El brillo de AI Velorum oscila entre magnitud +6,15 y +6,76 a lo largo de un período de 0,11157 días. Sin embargo, sus curvas de luz muestran ciertos rasgos inusuales y algo desconcertantes; algunos máximos son el doble de alto que otros, y un máximo muy elevado puede ir seguido de otro muy pequeño. Asimismo, su velocidad radial es variable entre 0 y 40 km/s. Todo ello evidencia un caso de pulsaciones con varios períodos superpuestos. Así, junto al período principal existen períodos secundarios de 46, 64 y 124 minutos, de manera que cuando la interferencia entre los múltiples períodos es constructiva el brillo de la estrella aumenta en casi 1 magnitud, y cuando esta es destructiva el aumento supone sólo una pequeña fracción de magnitud.